# Аліса в Задзеркаллі (мультфільм)
«Аліса в Задзеркаллі» — анімаційний фільм 1982 року Творчого об'єднання художньої мультиплікації студії Київнаукфільм, режисер — Єфрем Пружанський.

## Сюжет
Мультфільм знято за казковою повістю Льюїса Керролла. Одного зимового вечора дівчинка Аліса, замріявшись, вирішила спробувати пройти крізь кімнатне дзеркало... і опинилась у Задзеркаллі - країні, яка схожа на велетенську шахівницю, а її мешканці - на живі шахові фігури. Чи вдасться Алісі дістатись до кінця шахівниці - і стати, за правилами гри, справжньою Королевою? 

## Над мультфільмом працювали
- Режисер: Єфрем Пружанський
- Автор сценарію: Євген Загданський
- Композитор: Володимир Бистряков
- Художники-постановники: Генріх Уманський, Ірина Смирнова
- Оператор: Олександр Мухін
- Звукооператор: Ізраїль Мойжес
- Редактор: Світлана Куценко
- Директор: Іван Мазепа

## Українське багатоголосе закадрове озвучення
Українською мовою озвучено студією «Так Треба Продакшн» на замовлення телеканалу «К1» у 2017 році. Ролі озвучували: Євген Пашин, Володимир Терещук, Роман Семисал, Валентина Сова і Вікторія Москаленко.